# حور مسطح الأوراق
حور مسطح الأوراق (الاسم العلمي:Populus platyphylla) هي نوع نباتي يتبع جنس الحور من الفصيلة الصفصافية.  